# البحر الجنوبي

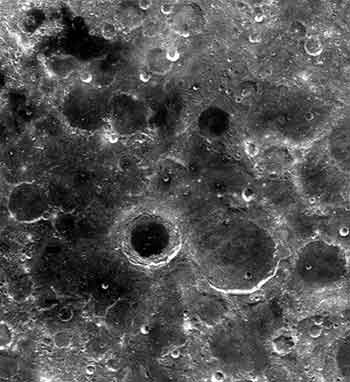
البحر الجنوبي

البحر الجنوبي (باللاتينية: Mare Australe) هو بحر قمري يقع جنوب شرقي النصف المنير لسطح القمر؛ ويقدر قطر الفوهة الصدمية له بحوالي 997 كم.
تشير الأبحاث والدراسات الفلكية أن الحوض كان مدمراً بالكامل من تأثير الصدمات عليه قبل نشوء البحر الجنوبي.